# Dounia
Dounia Tazi (31 de marzo de 1997), conocida monónimamente como Dounia, es una cantante, compositora y modelo marroquíestadounidense. Aunque saltó a la fama como modelo, comenzó a publicar música en 2017. Su primer EP comercial, Intro To, salió a la venta de forma independiente el 20 de octubre de 2017. A esto le siguió su segundo EP, The Avant-Garden, el 30 de noviembre de 2018 a través de Empire Distribution; y su tercer EP, NOT GOOD FOR THE EGO, el 24 de mayo de 2019. Su álbum debut, The Scandal, fue publicado el 17 de julio de 2019, precedido por el sencillo «Delightful»

## Primeros años
Dounia Tazi nació el 31 de marzo de 1997. No se sabe con exactitud si nació en Queens, Nueva York o Marruecos. Cuando era un bebé, la enviaron a Marruecos mientras su madre se quedaba en Queens por motivos de trabajo. Regresó a Queens a la edad de 8 años y aprendió inglés leyendo libros de la biblioteca local. Aunque creció tocando la guitarra, no estuvo expuesta a demasiada música en su juventud debido a su educación en un, según sus palabras, «hogar musulmán estricto», lo que la inspiró a buscar la música que podía disfrutar en la escuela secundaria. Fue a través de esta exploración musical que comenzó a escribir y a grabar sus propios temas, lo que resultó en el lanzamiento de una canción diss sobre un chico con el que salió, que publicó en SoundCloud. Tazi comenzó a comprar ropa de segunda mano en la escuela secundaria y abrió una cuenta de Instagram con un enfoque body-positive para modelar sus atuendos. Después de reprobar la escuela secundaria, trabajó por un corto tiempo en una tienda American Apparel.

## Carrera
Tazi comenzó a ejercer como modelo cuando recibió una oferta para ser parte de una campaña de Forever 21. Obtuvo mayor notoriedad después de modelar para otras marcas, como Sephora y Refinery29; y consiguió más de 200.000 seguidores en Instagram por su enfoque body-positive.  A través de su trabajo como modelo, pudo financiar una carrera en la música, aprovechando sus conexiones para encontrar un mánager y comenzar a producir, algo que tenía claro antes de empezar a realizar modelaje. El primer sencillo comercial de Tazi, «East Coast Hiding», se publicó de forma independiente en enero de 2017,  seguido de «Shyne», que se lanzó en marzo de ese mismo año a través de un artículo exclusivo en The Fader. Su EP debut, de 8 pistas, Intro To, se lanzó en asociación con Empire Distribution el 20 de octubre de 2017. Tras el lanzamiento del este, Time destacó el «estilo onírico con el que desarrolla el rap sobre ritmos vibrantes y ondulantes, es un sonido alternativo de R&B que explora los desafíos de superar la rutina a través de una poesía honesta con raíces en Queens». El EP se ubicó en el top 10 de la lista iTunes R&B.  En marzo  de 2018 sacó el vídeo musical oficial de la canción «So Cool», dirigida por Barbie Ferreira en su debut como directora. En julio de 2018, Dounia fue cantante destacada en dos temas, «WF001» y «Untitled», del álbum debut del grupo de rap de Queens World's Fair, New Lows.

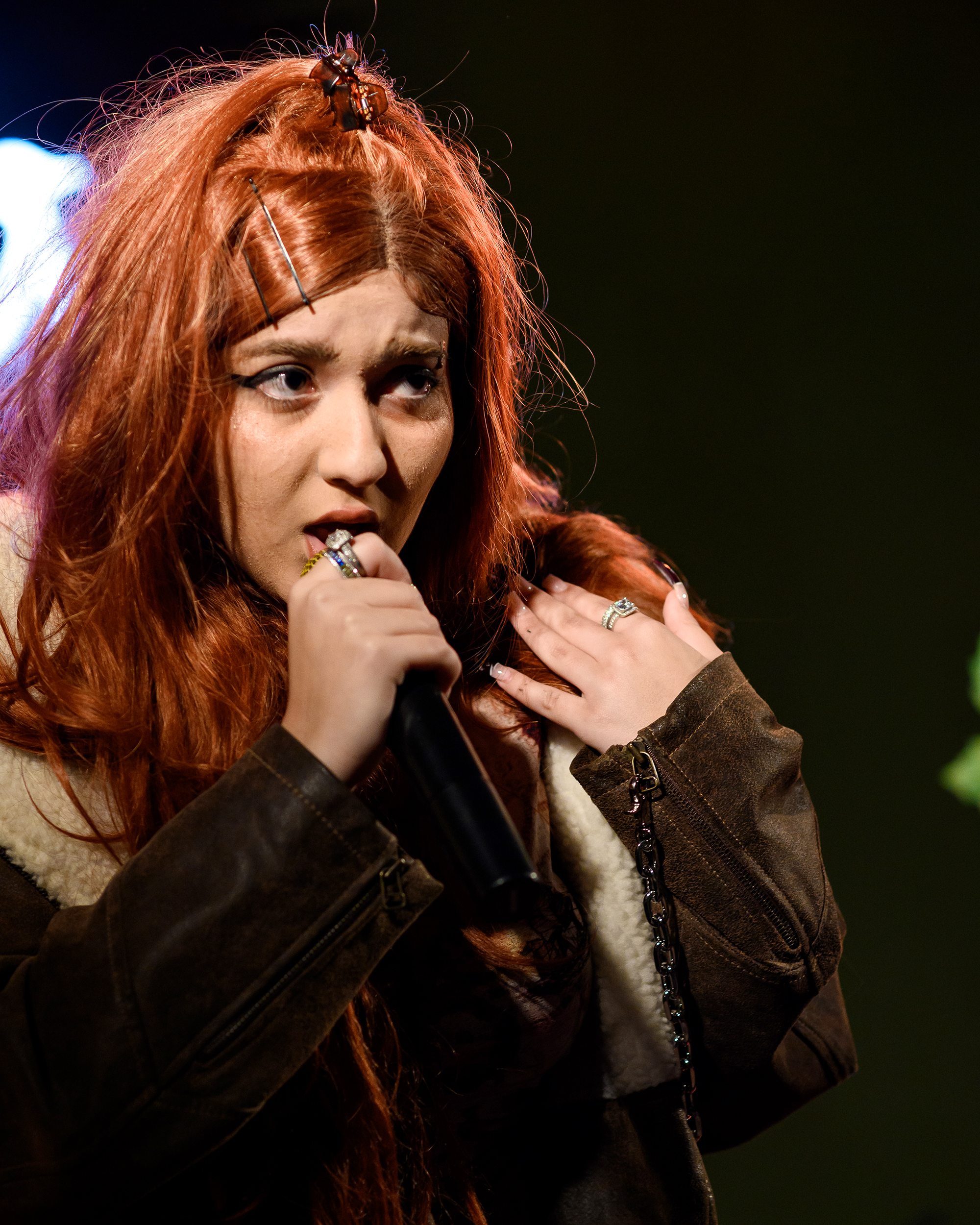
Dounia actuando en 2019

«Avante-Garde», el sencillo principal del segundo EP de Tazi, salió a la venta en junio de 2018 con un vídeo musical oficial. El segundo sencillo, «How I See It», se publicó en agosto de 2018 junto con un vídeo musical autodirigido y autoeditado. En septiembre de 2018, Tazi fue vocalista en colaboración en la canción «Entropy» de Supa Bwe, producida por Shepard Sounds. El 28 de septiembre lanzó un sencillo independiente  «Everything's a Joke», con producción de Breakfast N Vegas. A finales de octubre, Dounia actuó como telonero de la artista francesa Christine and the Queens en varias fechas de gira por América del Norte. El 15 de noviembre de 2018, Tazi apareció con el trío de electro-pop SHAED en la exhibición de talentos Industry Nights de Billboard, donde interpretó las canciones «How I See It», «Avant-Garde» y «East Coast Hiding», entre otros.  Un vídeo musical para el tercer sencillo «Rich Girl Mood», dirigido por Tired Studio Production y con la cantante invitada Kehlani, se publicó antes del EP el 28 de noviembre. The Avant-Garden, el segundo EP comercial de Tazi, salió al mercado el 30 de noviembre de 2018 a través de Empire Distribution. 
En marzo de 2019, Tazi lanzó dos sencillos, «ROYAL» y zLOWKEY GRL». «LOWKEY GRL» presenta a Marruecos Doll, un apodo destinado a representar el alter ego de Tazi, que rapea versos en darija y representa a una «pequeña niña marroquí poco convencional». También en marzo, apareció junto a Shakka en «Run Tings», el sencillo principal del álbum debut del DJ inglés ROMderful, Press L to Continue. El tercer EP de Tazi, NOT GOOD FOR THE EGO, se lanzó el 21 de mayo de 2019 y contiene 4 pistas, incluido el sencillo principal «TOXIC», que Prelude Press destacó por su fusión de pop, soul y R&B, con temas «nítidos y atrevidos». En la primavera de 2019, Dounia fue artista invitada en numerosos festivales de música en los Estados Unidos, incluidos BUKU Music + Art Project, SunFest y Soundset Music Festival. Su álbum debut, The Scandal, se lanzó el 17 de julio de 2019 y presenta temas nuevos además de los que aparecen en Not Good for the Ego. Dounia afirmó que los temas del álbum se alejarán de romantizar un estilo de vida de fiesta y avanzarán hacia la promoción de la espiritualidad y formas positivas de afrontar la vida.

## Vida personal
Dounia es musulmana  y abiertamente bisexual.

## Discografía

### Álbumes de estudio
| Título      | Detalles                                                                                      |
| ----------- | --------------------------------------------------------------------------------------------- |
| The Scandal | - Publicado: 17 de julio de 2019 - Sello: Empire Distribution - Formato: Descarga digital     |
| Dounia      | - Publicado: 1 de noviembre de 2023 - Sello: Distribución Imperio - Formato: Descarga digital |

### EP
| Título               | Detalles                                                                                      |
| -------------------- | --------------------------------------------------------------------------------------------- |
| Intro To             | - Publicado: 20 de octubre de 2017 - Sello: Empire Distribution - Formato: Descarga digital   |
| The Avant-Garden     | - Publicado: 28 de noviembre de 2018 - Sello: Empire Distribution - Formato: Descarga digital |
| NOT GOOD FOR THE EGO | - Publicado: 21 de mayo de 2019 - Sello: Empire Distribution - Formato: Descarga digital      |

### Sencillos
Como artista principal
| Título                           | Año  | Álbum                              |
| -------------------------------- | ---- | ---------------------------------- |
| "East Coast Hiding"              | 2017 | Intro To                           |
| "Shyne"                          | 2017 | Intro To                           |
| "Avant-Garde"                    | 2018 | The Avant-Garden                   |
| "How I See It"                   | 2018 | The Avant-Garden                   |
| "Everything's a Joke"            | 2018 | Sencillo fuera de álbum            |
| "Rich Girl Mood" (con Kehlani)   | 2018 | The Avant-Garden                   |
| "ROYAL"                          | 2019 | The Scandal                        |
| "LOWKEY GRL" (con Moroccan Doll) | 2019 | The Scandal                        |
| "TOXIC"                          | 2019 | NOT GOOD FOR THE EGO & The Scandal |
| "Delightful"                     | 2019 | The Scandal                        |